# Aplocheilichthyinae
Aplocheilichthyinae es una subfamilia de peces perteneciente a la familia Poeciliidae.

## Géneros
Tiene los siguientes géneros:
- Aplocheilichthys Bleeker, 1863
- Hylopanchax Poll y Lambert, 1965
- Lacustricola Myers, 1924
- Platypanchax Ahl, 1928
- Poropanchax Clausen, 1967